# Numero sublime
In matematica, un numero sublime è un numero intero positivo che ha un numero perfetto di divisori positivi (incluso sé stesso), e i cui divisori positivi si possono sommare fino ad ottenere un altro numero perfetto.
Il numero 12, ad esempio, è un numero sublime. Ha un numero perfetto di divisori positivi (6): 1, 2, 3, 4, 6, e 12, e la somma di questi dà ancora un numero perfetto: 1 + 2 + 3 + 4 + 6 + 12 = 28.
Ad oggi si conoscono solamente due numeri sublimi, 12 e (2126)(261 − 1)(231 − 1)(219 − 1)(27 − 1)(25 − 1)(23 − 1). Il secondo di questi ha 76 cifre:
6.086.555.670.238.378.989.670.371.734.243.169.622.657.830.773.351.885.970.528.324.860.512.791.691.264.